# کوه گچ
  کوه گچ  که از پای کوه تا قله کوه تماماً معدن گچ است ارتفاعش کمتر از کوه گاه بست است. از برکه حاجی غنی در امتداد راه شهر بستک به بخش کوخرد شروع می‌شود و به گردنه دهستان هرنگ منتهی می‌شود.

## درخت وجانور
در این کوه درختان و حیوانات مختلفی وجود دارد. من جمله: کُور، کُنار، کِرت، سمر، کُوهِنگ، سَلَم، در پیرامون کوه جانوران و پرندگان مختلفی زندگی می‌کرده‌اند که شامل روباه، خوک، کفتار، شغال، جوجه‌تیغی و خرگوش بوده‌است. همچنین پرندگان مانند: کبک، بادخور، قُمری، تیهو، فاخته و بلبل و صدها پرنده مختلف دیگر زندگی می کرده‌اند که متأسفانه امروزه به دلیل نبود نظارت کافی و شکار بی‌رویه و غیر مجاز، نسل اکثر این حیوانات در حال انقراض می‌باشد.